# Mont Murphy
El mont Murphy és un gran volcà en escut, cobert de neu i molt erosionat, que es troba a la terra de Marie Byrd, a l'Antàrtida Occidental. El cim s'eleva fins als 2.705 msnm, es troba al sud de la península de l'Os i està delimitat per les glaceres Smith, Pope i Haynes. L'activitat volcànica va començar al Miocè amb l'erupció de lava basàltica i traquítica. El vulcanisme als vessants del volcà es va reprendre molt més tard, durant el Plistocè, amb un con paràsit que segons datació per potassi-argó té 0,9 milions d'anys.
Delineat a partir de fotografies aèries preses durant l'Operació Highjump de la Marina dels Estats Units el gener de 1947, fou nomenat en honor a Robert Cushman Murphy, del Museu Americà d'Història Natural.